# BC Apollo in het seizoen 2020-21
Het seizoen 2020-21 van BC Apollo was het 10e seizoen van de basketbalclub uit Amsterdam. De club speelde dit jaar in de DBL en in de NBB-Beker.

## Verloop van het seizoen
Het was lange tijd onzeker of Apollo aan een nieuw seizoen in de DBL zou beginnen. Door de coronacrisis kregen veel teams het moeilijk om een team op te zetten. Dankzij de actie Apollo connects kwamen er voldoende middelen om aan het 10e seizoen te kunnen beginnen. Voorzitter Mark van Meggelen kondigde 22 augustus 2020 deelname aan seizoen 2020-2021. Laki Lakner werd aangewezen als de coach van Apollo. Het team werd samengesteld met onder meer Sergio de Randamie, Hicham Kherrazi, Floris Versteeg, Keyshawn Bottelier, Lucas Faijdherbe, Onne de Moes en Skip Samson. Berend Weijs en Dexter Hope besloten een punt achter hun carrière te zetten, en Jesse Markusse en Matthew van Tongeren hadden besloten om bij nieuwkomer Yoast United te spelen.
Na de eerste drie wedstrijden tegen Zeeuw & Zeeuw Feyenoord Basketball, Donar Groningen en Landstede Hammers werd de competitie in oktober 2020 stopgezet vanwege meerdere coronabesmettingen in het land. In december 2020 werd bekendgemaakt dat ondanks de aangekondigde lockdown de DBL in januari 2021 de competitie mag hervatten. Met deze hervatting besloten Berend Weijs en Dexter Hope terug te keren naar de hoofdstad, maar Laki Lakner heeft bedankt als coach van Apollo. Hij zou worden opgevolgd door Edwin van der Hart, wie in de jaren 90 al eerder coach was van teams als Sportlife en Graydon Amsterdam. De eerste overwinning kwam in Leeuwarden tot stand toen Floris Versteeg met een mooie buzzer beater 60-63 maakte. De rest van de overwinningen werden geboekt tegen teams als Almere Sailors en The Hague Royals. Apollo behaalde de play-offs niet, maar besloot gelijk om aan een nieuw team te bouwen met het oog op de nieuwe competitie waarin de Nederlandse teams het tegen de Belgische teams opnemen: de BNXT League.